# Данвич (Лавкрафт)
«Да́нвич» (англ. Dunwich), иногда Данич — вымышленный город, основное место действий рассказа «Ужас Данвича» (1928) Говарда Филлипса Лавкрафта, который помещает его в центрально-северной части штата Массачусетс, где берет начало река Мискатоник (в «Стране Лавкрафта»). Данвич упоминается в стихотворении «Древний след» (1929)   

## Описание

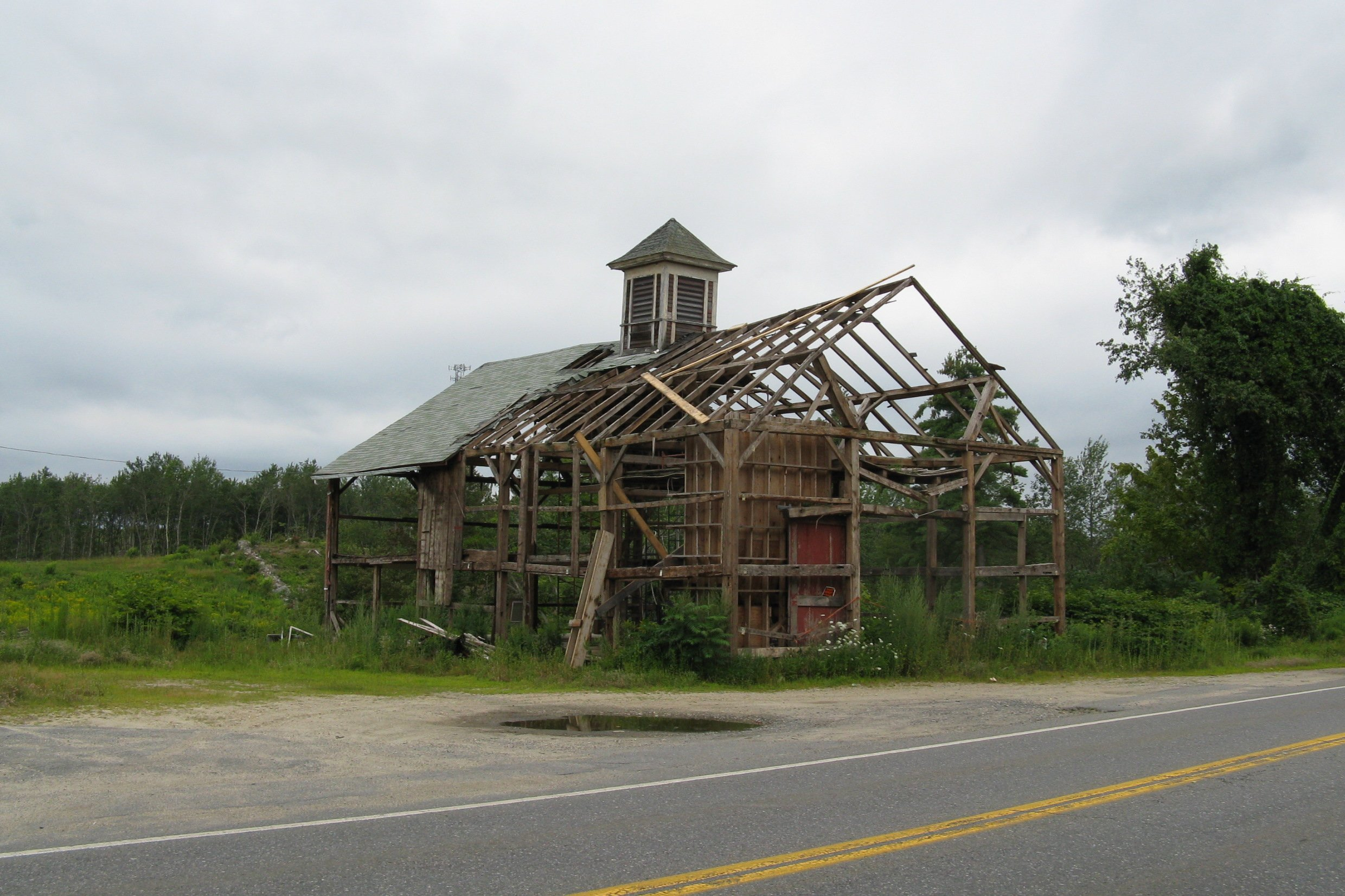
Заброшенный сарай в Атоле, Массачусетс

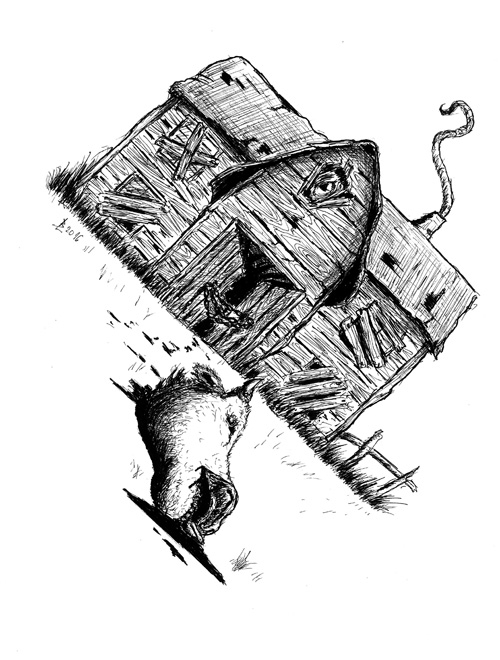
Ферма Уэйтли, Ласло Бати

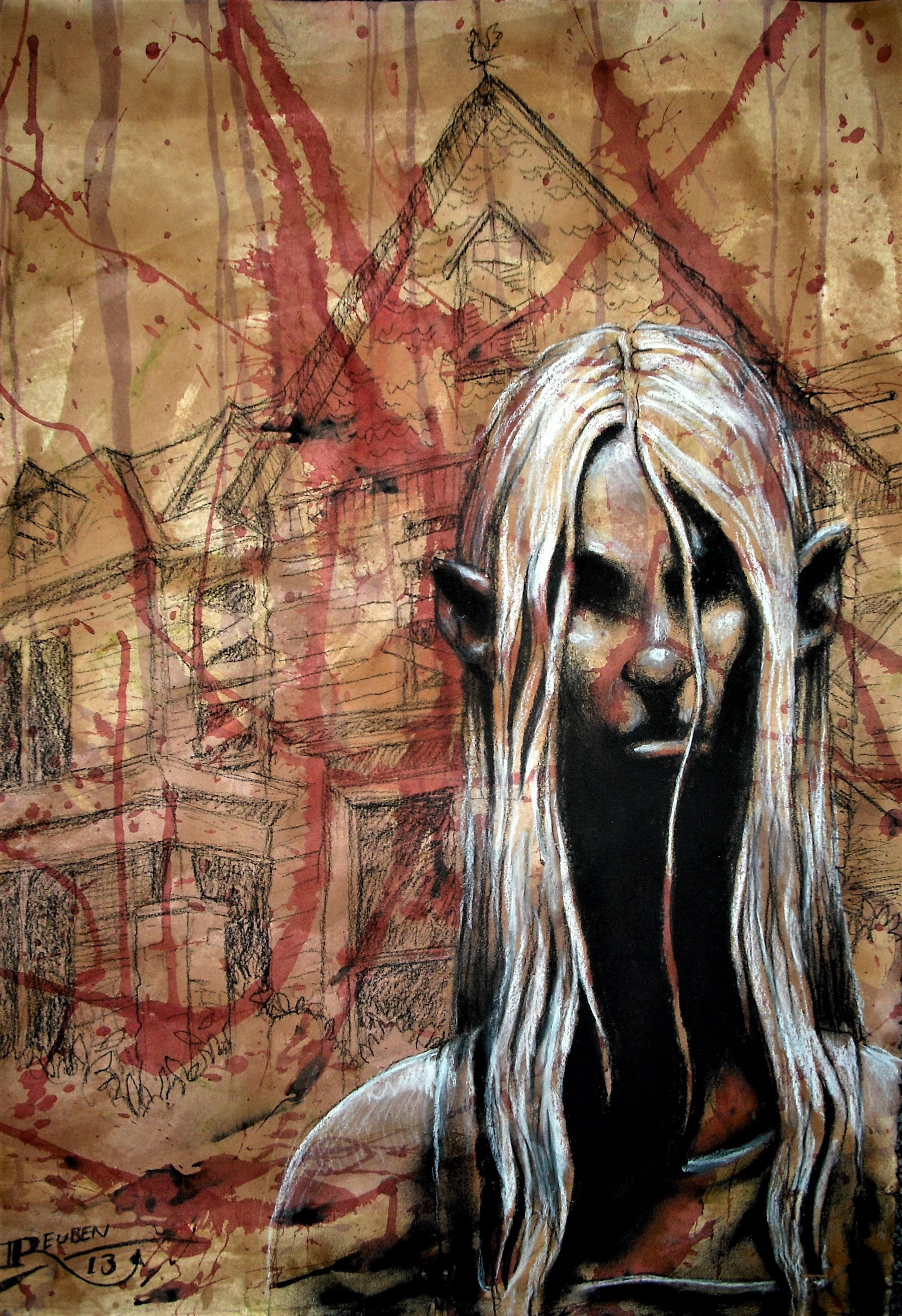
Лавиния Уэйтли, Рубен К. Додд

Данвич — одно из старейших поселений Новой Англии, неподалёку от Аркхема, в центрально-северной части штата Массачусетс. Данвич чрезвычайно старое, полузаброшенное поселение, со множеством ветхих зданий, представляющей собой скопище обветшалых лачуг с островерхими крышами XVII-XIX века. В Данвич можно попасть, если выбрать не ту развилку на перекрестке Динс-Корнер, не доезжая до Эйлсбери, а затем свернув на неприметную дорогу, что ведет к старому крытому мосту через Мискатоник. Там то и притаился Данвич, в тени огромного Сторожевого холма, между рекой и Круглой горой.  
Данвич был основан в 1692 году переселенцами из Салема и первоначально носил название Нью-Данич, — эта деревушка старше любого другого поселения на тридцать миль вокруг. В ее южной части до сих пор сохранились каменные стены подвала и печная труба дома Бишопов 1700 года, в то время как самой поздней постройкой является водяная мельница 1806-го. На главной улице Данвича находится бывшее здание церкви, перестроенное под хозяйственную лавку Осборна. Пыльная дорога, что тянется далеко на север, уже давно никем не используется, а отходящие от нее грунтовые реки петляют по каменистым склонам холмов мимо одиноко разбросанных ферм с редкими полями и скудными лугами. 
Холмы в Данвиче издревле пользуются недоброй славой, в особенности Сторожевой холм, плоскую вершину которого венчают древние монолиты — два круга вертикально поставленных каменных глыб с ровным валуном в центре, которые, как считается, служили местами индейских погребений. Нередко среди холмов из-под земли раздаются «Нездешние шумы» и грохот, а на лишенном всякой растительности склоне, называемом «Дьяволовым пастбищем», ощущается ядовитый смрад. Сразу за холмами Данвича начинается дикая местность, поросшая жесткими кустарниками дикого шиповника и сорными травами, а мрачные лощины таят в себе глубокие овраги с тенистыми ручьями, впадающими в болота, населенные лягушками и светляками. Промышленность XIX века здесь не появилась и большая часть поселения пришла в окончательный упадок, а после произошедшего в 1928 году «данвичского ужаса» все дорожные указатели на Данвич убрали. Чужаки никогда не задерживались в Данвиче и всегда избегали его. Так что даже если случайные путники и забредают сюда, то испытывают невольное желание поскорее убраться, лишь позднее узнав, что они попали в Данвич.

Лавкрафт так описывает Данвич в рассказе «Ужас Данвича» (1928):
Данвич находится в центральной части северного Массачусетса, на развилке дорог у пика Эйлсбери, что за Динз‑Корнерз. Это пустынный край, где редко можно увидеть засеянные поля, но их  скудость с ходу повергают вас в состояние глубокого уныния, как и удручающее однообразие жалких, невообразимо старых лачуг под островерхими двускатными крышами — последняя деталь красноречиво свидетельствует о том, что дома эти были возведены не одну сотню лет назад и сильно обветшали. Многие из домов давно уже опустели и того и гляди рухнут, а в древней церквушке с обломанным шпилем нашла себе приют убогая лавчонка – единственное торговое заведение, обслуживающее жителей этого поселка. В ноздри вам ударяет отвратительный затхлый запах – дух тлена, что веками подтачивает дома и улицы выморочной деревушки.  
Приезжие всегда были в Данвиче явлением редким, в особенности после обрушившегося на поселок кошмара, вслед за которым убрали все дорожные знаки, указывающие путь к Данвичу. Привычка избегать этих мест родилась еще два столетия тому назад, когда разговоры о кровавых шабашах ведьм, поклонении Сатане и жутких обитателях лесов вызывали у людей не смех, а приступы суеверного страха. Этим наивные сказки стары, как сам Данвич, который появился в этой лесной глуши на много лет раньше любого другого поселения в радиусе тридцати миль.  
На южной окраине поселка вы можете углядеть торчащие над землей стены погреба и дымовую трубу старинного дома Бишопов, возведенного еще до 1700 года, а мельница, что лежит наполовину в развалинах, представляет собой наиболее позднее строение Данвича, сооруженное в 1806 году. Промышленности здесь никогда не было, если не считать всплеска деловой активности где‑то в XIX веке, но все благополучно заглохло короткое время спустя. Огромные каменные столбы на вершинах холмов по праву считаются древнейшими строениями в окрестностях, чье возведение приписывают индейцам. Скопления черепов и костей внутри образованных столбами колец, а также алтари на вершине Сторожевого холма – поддерживают всеобщую веру в то, что такого рода площадки служили когда‑то местами погребения индейцам‑покумтукам. 

## Вдохновение

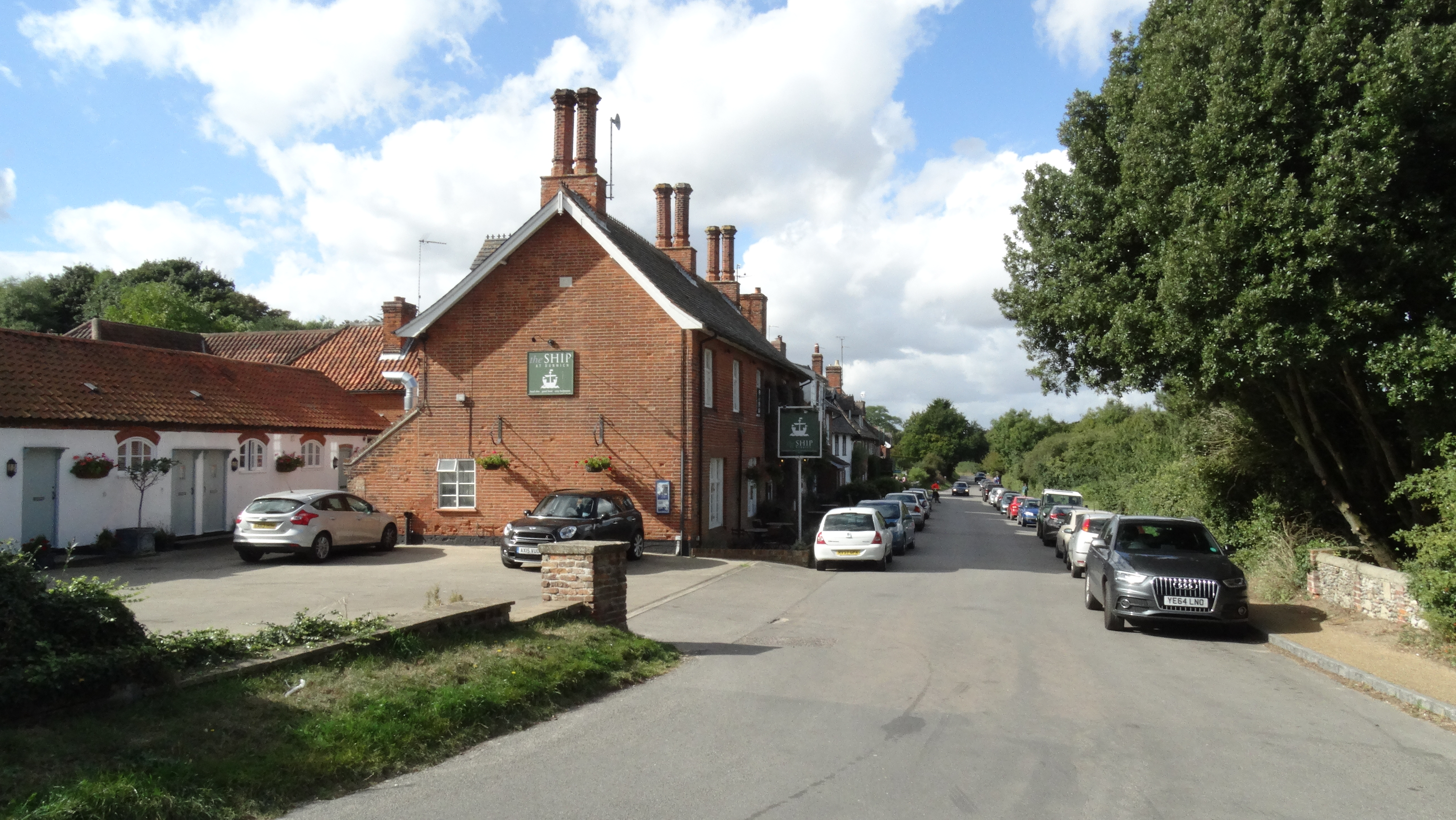
Данвич, Саффолк, Вилледж стрит

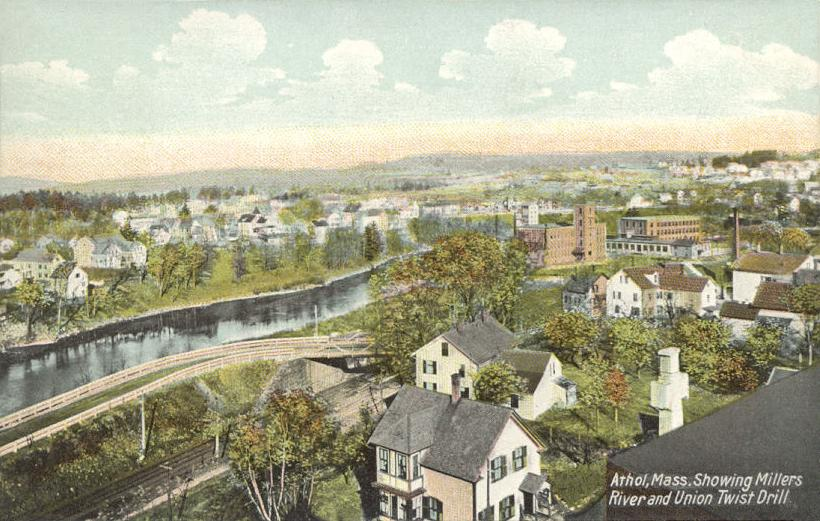
Атол, Массачусетс

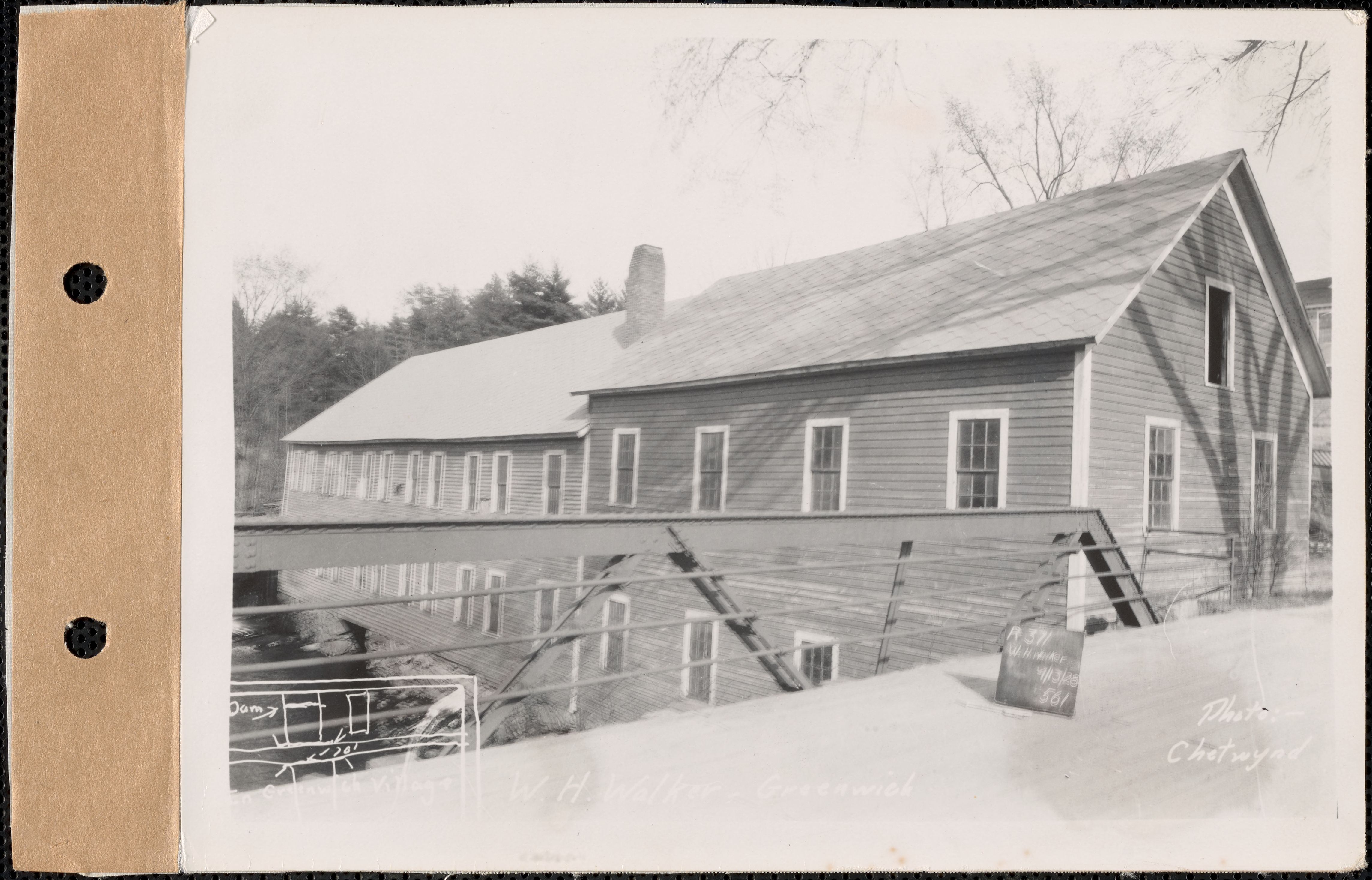
Гринвич-Виллидж, Массачусетс

Предположительно получила название Данвич (Dunwich) от разрушающегося города на юго-восточном побережье Англии, в Саффолке. С.Т. Джоши пишет, что город произносится как «DUN-ich», но Лавкрафт никогда не уточнял, как он предпочитает, чтобы поизносили Данвич. Оригинальное произношение слова Dunwich остается доподлинно неизвестно. Английский город произносится без звука w(в), а в новоанглийском Гринвиче этот звук имеется. В русских переводах чаще всего используется написание «Данвич». Возможно, название Dunwich, происходит от слов dun (темный/пещера) и witch (ведьма). 
Лавкрафт писал, что основал Данвич на Атоле, штат Массачусетс, и других городах Западного Массачусетса, а «декадентская сельская местность города Спрингфилда, — Уилбрахам, Монсон и Хэмпден». С. Т. Джоши также считает, что Данвич создан под влиянием местности Восточного Хэддама, в штате Коннектикут, где встречается «Дьяволове пастбища», «Нездешние шумы» и ведьмовские традиции.  

Лавкрафт писал о Данвиче в письме к Августу Дерлету:
Данвич занимает место среди куполообразных холмов и диких полей в долине за рекой Мискатоник, что к северо-западу от Аркхема, и основан на нескольких старых легендах Новой Англии — одну из которых я услышал только в прошлом месяце во время моего пребывания в Уилбрахаме (город к востоку от Спрингфилда). 
Данвич — расплывчатое эхо декадентской сельской местности Массачусетса вблизи Спрингфилда — скажем, это Уилбрахам, Монсон и Хэмпден.

«Энциклопедия Лавкрафта» говорит, что Данвич находится примерно на территории южно-центрального Массачусетса вокруг городов Уилбрахам, Монсон и Хэмпден (см. SL 3.432–33), которую Лавкрафт посетил за те две недели, которые он провел с Эдит Минитер в Уилбрахаме в 1928 году, незадолго до написания рассказа. Однако некоторые части местности были импортированы из северо-центральной части Массачусетса, особенно из области вокруг Атола: В Атоле есть ферма «Стража Вяза» (Sentinel Elm Farm), — чье название, кажется, тоже может быть источником названия «Сторожевой холм». В рассказе упоминается «Логово Медведя» (Bear’s Den), — что напоминает настоящую пещеру с тем же названием, которую Лавкрафт посетил с Уорнером Манном в Северном Новом Салеме, к юго-западу от Атола. Новый Салем, как и Данвич, был основан поселенцами из Салема — хотя, в 1737 году, а не в 1692 году. Как ни странно, английский Данвич по своему характеру больше похож на Иннсмут. 
Роберт Прайс писал, что «большая часть сельской местности Данвича является точным очерком Уилбрахама», ссылаясь письмо Лавкрафта к Зелии Бишоп, где «точно так же описан отрывок из „Ужаса Данвича“».
Дональд Р. Бурлесон отмечает, что несколько имён из рассказа, включая Фрай, Сойер, Райс и Морган, — имена выдающихся жителей Атола, связанные с историей города. 
С. Т. Джоши писал, что «неизвестно, откуда Лавкрафт взял имя Уэйтли», но есть небольшой городок под названием Уэйлит на северо-западе штата Массачусетс, недалеко от тропы ирокезов, который Лавкрафт посещал несколько раз, в том числе и летом 1928 года.
Вероятно, кроме Данвича в Англии, у лавкрафтовского Данвича есть и второй прототип: Гринвич в штате Массачусетс. Если первый носит то же имя, то второй, похожий по звучанию, разделяет местонахождение и общую атмосферу запущенности, но он был затоплен в ходе создания Каббинского водохранилища. Дикая местность списана с разных мест Массачусетса, которые посещал Лавкрафт и, в основном, это окрестности городов Атол и Уилбрем
Населённый пункт под названием Данвич присутствует в повести Артура Мейчена «Ужас» (англ. The Terror), 1916 года, на творчество которого Лавкрафт часто ссылался (SL 1.304, 310). 

## Достопримечательности
- Река Мискатоник (англ. Miskatonic River) — неторопливая река, начиная отсюда свой путь к океану, опоясывает подножья холмов тонкой извилистой лентой, напоминающей издали гигантский блестящий серпантин.
- Эйлсбери-Пайк, Динс-Корнерс (англ. Aylesbury, Dean’s Corners) — населенные пункты. Эйлсбери упоминается в стихе «Древняя тропа» (англ. The Ancient Track) из цикла сонетов «Грибы с Юггота» (1929)[8].
- Сторожевой холм или Часов холм (англ. Sentinell Hill) — один из многих холмов причудливой округлой формы в близлежащей сельской местности, имеет ужасную репутацию. Его венчает круг невероятно древних стоячих камней, окружающих скалу, по форме напоминающую жертвенный алтарь. Считается, что локальной моделью Данвича и Сторожевого Холма является Гора Уилбрахам, что расположена недалеко от города Уилбрахам.
- Круглая гора (англ. Round Mountain) — большая гора вблизи Данвича.
- Крытый мост (англ. The Covered Bridge) — деревянный мост с крышей через реку. Хотя на самом деле крытый мост не является частью Данвича, он позволяет пересечь овраг по единственной дороге в город. В наши дни им пренебрегают до такой степени, что его днище выпало. Миновав очередной холм, вы въезжаете в темный коридор старого крытого моста, и при виде этого сооружения вам становится не по себе; но другого пути нет, выбирать не приходится – и вы ныряете в этот мрачный туннель, по ту сторону которого вашему взору открывается небольшая деревушка, — так Лавкрафт намекает на потустороннюю природу Данвича.
- Дьяволово пастбище (англ.  Devil’s Hop Yard) — Чарльз Скиннер в книге «Мифы и легенды о нашей собственной земле» описывает «Дьявольский двор» возле Хаддама, штат Коннектикут, как место сбора ведьм. Похоже, Лавкрафт прочёл книги, где описывают мистические шумы, исходящие из-под земли возле Мудуса, штат Коннектикут.

## Жители
Жители изображены коренными, бедными, необразованными и очень суеверными. Хотя точная численность населения Данвича неизвестна, она, несомненно, невелика: несколько больших семей беспорядочно разбросаны по близлежащей сельской местности. Из-за его удаленности к 1928 году его жители стали несколько выродившимися и инбредными; а к середине 1980-х годов они стали настолько изолированы от внешнего мира, что даже воскресший Уилбур Уэйтли не вызывает удивления среди местных жителей. Козодои по здешнему поверью ловят души умерших. 
Редкие одинокие поселенцы, торчащие у своих убогих жилищ или посреди неровных каменистых лугов, настороженно провожают вас взглядами исподлобья и, ощутив их на себе, вы уже не решаетесь подойти к кому‑нибудь из них и спросить дорогу – дело тут не столько в отталкивающей внешности, которой наделила природа обитателей этих мест, сколько в той плохо скрытой враждебности, что сквозит в их угрюмых взорах. Проникнувшись атмосферой напряженного безмолвия, исходящего от этих уродливых скрюченных фигур, вы вдруг чувствуете, что соприкоснулись с чем‑то запретным и что это может не кончиться для вас добром. Скорее всего, страх этот основан на тех старинных суевериях, которым так подвержены деградировавшие за долгие годы глухой изоляции обитатели "медвежьих углов" Новой Англии. Почти полная их отрезанность от внешнего мира и, как следствие, большое количество родственных браков сделали свое дело. Жители этой затерянной глубинки давно уже выродились в особую расу, отмеченную явными признаками умственного и физического упадка. 

Предания изобилуют историями о чудовищных злодействах, загадочных смертях, кровосмешениях и иных богомерзких деяниях; впрочем, эти дикие истории не вызывают удивления при том удручающе низком уровне интеллектуального развития, что присущ подавляющему большинству представителей сей затерянной ветви человеческого племени. Доморощенная аристократия этих мест — далекие потомки двух‑трех состоятельных семей, прибывших сюда в 1692 году из Салема, которые еще как‑то смогли удержаться на более‑менее приемлемом уровне существования. Многие из представителей побочных ветвей их генеалогических древ давным‑давно уже погрязли в мерзости и нищете, тем самым лишив себя возможности носить доставшиеся им фамилии с честью и достоинством. Отцы семейств Уэйтли или Бишопов изредка отправляют своих сыновей постигать науки в Гарвардский или Мискатоникский университет, но неизвестно, чтобы хоть один из них по окончании учебы вернулся под ветхую крышу дома, где был рожден он, и многие поколения его предков.

## Последователи «Мифов Ктулху»
Август Дерлет первым начал ссылаться на Данвич и многие другие воображаемые места из творчества Лавкрафта.
Роберт Прайс описывает Данвич и Уилбур Уэйтли в рассказе «Уилбур Уэйтли Ждет» (1987).
Роуленд Паркер написал рассказ «Люди Данвича» (1978).